# Iuri ferreira
Iuri Ferreira (Limeira, 17 de abril de 2001) é um artista independente e produtor cultural brasileiro. Seu trabalho transita por gêneros como MPB, Samba e Bossa nova.

## Biografia
Iuri Ferreira nasceu em Limeira, no interior de São Paulo, em 17 de abril de 2001. Viveu na cidade até os três anos de idade e passou parte de sua vida entre Avaré e São Paulo, que marcaram sua formação artística.
Iniciou sua carreira musical apresentando-se em bares de Avaré e em desfiles de moda. Tentou ingressar na Feira Avareense de Música Popular em diferentes ocasiões, mas após algumas tentativas frustradas, fez uma pausa na carreira. Em 2025, anunciou seu retorno ao cenário musical, com novos projetos autorais e acústicos.

## Carreira
Em 2024, lançou o projeto fonográfico Madrugadas Paulistanas, marcado por sonoridade influenciada pela nova MPB, samba e referências urbanas. Como artista independente, busca consolidar seu espaço entre os nomes emergentes da nova cena da música brasileira.

## Estilo e influências
Entre suas influências estão artistas como Céu, João Gilberto e Rita Lee. Seu trabalho é marcado pelo estilo acústico e por releituras criativas de clássicos da música brasileira e internacional.

## Obras e projetos selecionados
- Madrugadas Paulistanas (álbum, 2024)

Predefinição:Artista musical